# Strupeț, Sliven
Strupeț (în bulgară Струпец) este un sat în comuna Sliven, regiunea Sliven,  Bulgaria. 

## Demografie
Componența etnică a satului Strupeț
     Bulgari (93,28%)
     Romi (2,01%)
     Nicio identificare (4,69%)
     Altele (0%)
La recensământul din 2011, populația satului Strupeț era de 298 locuitori. Din punct de vedere etnic, majoritatea locuitorilor (93,28%) erau bulgari, cu o minoritate de romi (2,01%). Pentru 4,69% din locuitori nu este cunoscută apartenența etnică.